# Округ Џексон (Илиноис)
Округ Џексон (енгл. Jackson County) је округ у америчкој савезној држави Илиноис.

## Демографија
По попису из 2010. године број становника је 60.218, што је 606 (1,0%) становника више него 2000. године.
| Група             | 2000.          | 2010.          |
| Белци             | 47.445 (79,6%) | 45.746 (76,0%) |
| Афроамериканци    | 7.759 (13,0%)  | 8.589 (14,3%)  |
| Азијати           | 1.806 (3,0%)   | 1.910 (3,2%)   |
| Хиспаноамериканци | 1.443 (2,4%)   | 2.403 (4,0%)   |
| Укупно            | 59.612         | 60.218         |